# 21387 Wafakhalil
21387 Wafakhalil là một tiểu hành tinh, được phát hiện năm 1998 bởi Nhóm nghiên cứu Tiểu hành tinh gần Trái Đất phòng thí nghiệm Lincoln ở Socorro, New Mexico. Nó được đặt theo tên Dr Wafa Khalil (born 1945), giáo viên dạy hóa ở học viện MAST ở Miami, Florida người vào vòng chung kết ở Giải thưởng Khoa học và Kỹ thuật quốc tế của Intel 2004.